# Tyleria spathulata
Tyleria spathulata là một loài thực vật có hoa trong họ Ochnaceae. Loài này được Gleason miêu tả khoa học đầu tiên năm 1931.